# والتر ثورنهر
والتر ثورنهر (من مواليد 11 يوليو 1963) هو المستشار الاتحادي في سويسرا. ولد في موري، تخرج ثورنهيرر كما وهو فيزيائي في المعهد الفدرالي السويسري للتكنولوجيا في زيورخ. في عام 1989، انضم إلى صفوف السلك الدبلوماسي في سويسرا. في عام 2002، تم تعيينه رئيس أركان الإدارة الاتحادية للشؤون الخارجية في إطار المجلس الاتحادي جوزيف دايس. في العام التالي، حصل على لقب رئيس أركان الإدارة الاتحادية للشؤون الاقتصادية، لأول مرة تحت باسكال كوشبان، ثم جوزيف ديس، وأخيرا دوريس ليوتار. وتبع ليوتار عندما تولى الوزارة الاتحادية للبيئة والنقل والطاقة والاتصالات في عام 2011 رئيسا لها من الموظفين.